# Zamjenice
Zamjenice su u gramatikama mnogih jezika vrsta riječi koje zamjenjuju druge riječi (osobito imenice), i riječi izvedene iz njih.
Ovo nije stroga definicija: zamjenice su skupina u koju su ugurane "gramatičke imenice i pridjevi", a naslijeđena je iz latinske gramatike. U gramatikama različitih jezika se različite riječi svrstavaju u zamjenice. Tako npr. neke hrvatske riječi gramatike hrvatskog jezika svrstavaju u zamjenice, a odgovarajuće francuske riječi gramatike francuskog ne svrstavaju u zamjenice.
Zamjenice imaju bitnu gramatičku funkciju i zato u nekim jezicima (pa i u hrvatskom) postoje dvostruki oblici (kraći i duži, slobodni i vezani...) nekih zamjenica koji se različito koriste (n.pr. u hrvatskom genitiv mene ima i skraćeni enklitički (nenaglašeni) oblik me koja mora stajati na drugom mjestu u rečenici). Pored gramatičke funkcije, zamjenice imaju bitnu ulogu u ostvarivanju kohezije teksta.

## U hrvatskom jeziku
U hrvatskom su zamjenice promjenjiva vrsta riječi kojima se zamjenjuju druge imenske riječi (imenice i pridjevi). Njima se označava, ali ne upućuje.
To je heterogena skupina riječi različitih gramatičkih oblika i služba. Tradicijski se dijele prema značenju, funkciji i oblicima. Podjela koja slijedi odnosi se na tradicijski opis standardnog hrvatskog jezika.
Terminologija nekih vrsta zamjenica je bila predmet diskusije (lične ili osobne). Tradicijski se rabi termin lične, a u novije vrijeme neki su predlagali da se koristi osobne. Razlika je isključivo terminološka; argument za oblik lične je da se te zamjenice odnose i na glagolska lica, a ne samo na osobe.

### Podjela zamjenica prema značenju
- lične – npr. ja, ti – mijenjaju neku imenicu ili označavaju govornika ili osobu na koju se odnosi rečenica;
- povratne zamjenice – sebe, se... – mijenja osobu koja je označena drugdje u rečenici, odnosno mogu značiti uzajamnost odnosa među subjektima
- posvojne zamjenice – npr. moj, tvoj – odnose se prema osobnim zamjenicama kao posvojni pridjevi prema imenicama; upotrebljavaju se kao posvojni pridjevi
- povratno-posvojne zamjenice – npr. svoj – kao za posvojne zamjenice, samo se izvode iz povratnih
- pokazne zamjenice – npr. ovaj, onaj
- upitne zamjenice – npr. tko, što
- odnosne zamjenice – npr. koji,čiji
- neodređene zamjenice – npr. netko, nešto

### Podjela zamjenica prema funkciji
- imeničke (koje zamjenjuju imenice):
  - lične
  - povratne zamjenice
  - upitno-odnosne zamjenice tko, što, i
  - neodređene zamjenice izvedene od njih

- pridjevske (koje zamjenjuju pridjeve) sve su preostale.

### Podjela zamjenica prema oblicima
- lične zamjenice
- posvojne zamjenice 3. l. jd.
- ostale zamjenice i zamjenički pridjevi sav i sam (značenja: osobno, glavom)
- zamjenički pridjevi

Gore je izložena podjela i definicija tradicijska. O statusu zamjenica vode se rasprave. Npr. u izrazu Ivanov pas riječ Ivanov možemo zamijeniti posvojnom zamjenicom njegov:
Ivanov pas → njegov pas
Uvijek se možemo vratiti i na punu formu. Međutim, u izrazu ovaj pas ne postoji pridjev kojeg smo zamijenili pokaznom zamjenicom:
? → ovaj pas
Slično se može pokazati i za npr. zamjenicu ja: ona je jedina riječ koja označava osobu u 1. licu jednine, pa se ne može zamijeniti, već samo izostaviti.
Posvojne zamjenice se često pogrešno upotrebljavaju umjesto povratno-posvojne zamjenice "svoj": umjesto uzmi tvoju olovku treba uzmi svoju olovku.